# Dolianthus ovatifolius
Dolianthus ovatifolius är en måreväxtart som beskrevs av Aaron Paul Davis. Dolianthus ovatifolius ingår i släktet Dolianthus och familjen måreväxter. Inga underarter finns listade i Catalogue of Life.